# Nikolaï Bolchakov
Pour les articles homonymes, voir Bolchakov.
Nikolaï Valerievitch Bolchakov (en russe : Никола́й Валерьевич Большако́в ; né le 11 mai 1977) est un fondeur russe.

## Championnats du monde
- Championnats du monde de ski nordique 2005 à Oberstdorf  Allemagne:
  -  Médaille de bronze en relais 4 × 10 km.

## Coupe du monde
- Meilleur classement final: 45e en 2000.
- Meilleur résultat: 5e.